# 가이드포스트
가이드포스트는 1945년 미국에서 처음 창간된 개신교 잡지로, 일상생활에서 하나님에 의해 발생했다고 하는 신앙의 간증 등을 게재하고 있다. 본사는 코네티컷주 댄버리에 있다.
한국판 가이드포스트는 국내 최초 영한대역 월간지로 창간되어 영한대역 기사와 한국 단독의 기사를 포함하여 발행하고 있으며, 한국 파고다 어학원의 지원으로 발행되다, 2018년부터 파이낸셜 미디어 그룹으로 편입되어 발행되고 있다.